# Vijay
Joseph Vijay conocido artísticamente como Vijay (22 de junio de 1974 en Chennai, Tamil Nadu), es un actor, cantante de playback y productor hindú, que trabaja actualmente en las producciones de la industria del cine tamil. Hijo del director de cine y productor S.A. Chandrasekhar, comenzó su carrera como actor infantil en una película titulada "Vetri" y más adelante hizo su debut como actor principal en la película de 1992 titulada "Naalaya Theerpu". Fundó además una campaña llamada "Vijay Makkal Iyakkam", una organización de ayuda social que fusiona a partir desde 2009.

## Biografía
Vijay nació en Chennai, hijo del productor y director de cine S.A. Chandrasekhar y Shoba Chandrasekhar, una cantante de playback. Tenía una hermana llamada Vidhya Chandrasekhar, que falleció a la edad de dos años. Vijay estudió Comunicación audiovisual en el Loyola College, en Chennai.

## Carrera
Desde su infancia, Vijay ha incursionado en el mundo actoral aunque de menor importancia con Vijayakanth, dirigidos por su padre. Vijay debutó como actor interpretando su personaje principal en la película de 1992 titulada "Naalaya Theerpu", que fue producida por su padre. Después de algunas otras películas, coprotagonizó junto con Vijayakanth en la película "Sendhoorapandi". Después de trabajar en otras películas como Rasigan y Deva. En su quinta película titulada "Rajavin Parvaiyile" en 1993, coprotagonizó con otro actor, Ajith Kumar, con quien trabajó en la película "Rajavin Parvaiyile". Fue más allá para trabajar en otras películas, una de ellas de género comedia como en "Vishnu" y en un drama romántico titulado "Chandralekha". A principios de 1995, actuó en la película "Coimbatore Mappillai", de género comedia romántica.

## Filmografía

### Como actor
| Películas que aún no se han estrenado | Denota películas que aún no se han estrenado |

| Año  | Película                  | Personaje                                         | Notas | Ref.        |
| ---- | ------------------------- | ------------------------------------------------- | --- | ----------- |
| 1984 | Vetri                     | Vijay                                             | Actor infantil | [ 1 ] [ 2 ] |
| 1984 | Kudumbam                  | Narada                                            | Actor infantil | [ 1 ] [ 2 ] |
| 1985 | Naan Sigappu Manithan     | —                                                 | Actor infantil | [ 1 ] [ 2 ] |
| 1986 | Vasantha Raagam           | Vijay                                             | Papel no acreditado como artista infantil | [ 1 ] [ 2 ] |
| 1987 | Sattam Oru Vilayattu      | Vijay                                             | Actor infantil | [ 3 ]       |
| 1988 | Ithu Engal Needhi         | Vijay                                             | Actor infantil |             |
| 1992 | Naalaiya Theerpu          | Vijay                                             | Cinema Express Award for New Face – Tamil |             |
| 1993 | Sendhoorapandi            | Vijay                                             | |             |
| 1994 | Rasigan                   | Vijay                                             | |             |
| 1995 | Deva                      | Deva                                              | |             |
| 1995 | Rajavin Parvaiyile        | Raja                                              | |             |
| 1995 | Vishnu                    | Vishnu (Krishna)                                  | |             |
| 1995 | Chandralekha              | Rahim                                             | |             |
| 1996 | Coimbatore Maapillai      | Balu                                              | |             |
| 1996 | Poove Unakkaga            | Raja                                              | |             |
| 1996 | Vasantha Vasal            | Vijay                                             | |             |
| 1996 | Maanbumigu Maanavan       | Shiva                                             | |             |
| 1996 | Selva                     | Selvan                                            | |             |
| 1997 | Kaalamellam Kaathiruppen  | Kannan                                            | |             |
| 1997 | Love Today                | Ganesh                                            | |             |
| 1997 | Once More                 | Vijay                                             | |             |
| 1997 | Nerrukku Ner              | Vijay                                             | |             |
| 1997 | Kadhalukku Mariyadhai     | Jeevanandam                                       | Tamil Nadu State Film Award for Best Actor |             |
| 1998 | Ninaithen Vandhai         | Gokulakrishnan                                    | |             |
| 1998 | Priyamudan                | Vasanth                                           | |             |
| 1998 | Nilaave Vaa               | Seluvai                                           | |             |
| 1999 | Thulladha Manamum Thullum | Kutty                                             | |             |
| 1999 | Endrendrum Kadhal         | Vijay                                             | |             |
| 1999 | Nenjinile                 | Karunakaran                                       | |             |
| 1999 | Minsara Kanna             | Kannan (Kasi)                                     | |             |
| 2000 | Kannukkul Nilavu          | Gautham                                           | |             |
| 2000 | Kushi                     | Shiva                                             | |             |
| 2000 | Priyamaanavale            | Vijay                                             | |             |
| 2001 | Friends                   | Aravindhan                                        | |             |
| 2001 | Badri                     | Sribadrinathamoorthy aka Badri                    | |             |
| 2001 | Shahjahan                 | Ashok                                             | |             |
| 2002 | Thamizhan                 | Surya                                             | |             |
| 2002 | Youth                     | Shiva                                             | |             |
| 2002 | Bhagavathi                | Bhagavathi                                        | |             |
| 2003 | Vaseegara                 | Boopathy                                          | |             |
| 2003 | Puthiya Geethai           | Sarathy                                           | |             |
| 2003 | Thirumalai                | Thirumalai                                        | |             |
| 2004 | Udhaya                    | Udhayakumaran                                     | |             |
| 2004 | Ghilli                    | Saravanavelu                                      | Dinakaran Best Actor Award Film Today Best Actor Award Madras Corporate Club Best Actor Award |             |
| 2004 | Madhurey                  | Madhuravel                                        | |             |
| 2005 | Thirupaachi               | Sivagiri                                          | Tamil Nadu State Film Special Award for Best Actor |             |
| 2005 | Sukran                    | Sukran                                            | Special appearance |             |
| 2005 | Sachein                   | Sachein                                           | |             |
| 2005 | Sivakasi                  | Sivakasi (Muthappa)                               | |             |
| 2006 | Aadhi                     | Aadhi                                             | |             |
| 2007 | Pokkiri                   | Thamizh (Sathyamoorthy)                           | Vijay Award for Entertainer of the Year Mathrubhumi Award for Best Actor – Tamil Nominated—Filmfare Award for Best Actor - Tamil Nominated—Vijay Award for Favourite Hero |             |
| 2007 | Azhagiya Tamil Magan      | Gurumoorthy, Prasad                               | Vijay Award for Entertainer of the Year |             |
| 2008 | Kuruvi                    | Vetrivel                                          | Nominated—Vijay Award for Favourite Hero |             |
| 2008 | Pandhayam                 | Himself                                           | Special appearance |             |
| 2009 | Villu                     | Pugazh, Major Saravanan                           | |             |
| 2009 | Vettaikaaran              | Ravi                                              | Vijay Award for Favourite Hero |             |
| 2010 | Sura                      | Sura                                              | Nominated—Vijay Award for Favourite Hero |             |
| 2011 | Kaavalan                  | Bhoominathan                                      | remake of the Malayalam film Bodyguard |             |
| 2011 | Velayudham                | Velayudham                                        | Edison Award for Best Actor Superstar Rajini Award Nominated—Vijay Award for Favourite Hero |             |
| 2012 | Nanban                    | Panchavan Parivendhan/ Kosaksi Pasapugazh (Pappu) | Vijay Award for Entertainer of the Year (also for Thuppakki) Vikatan Award for Best Actor (also for Thuppakki) |             |
| 2012 | Rowdy Rathore             |                                                   | Special appearance Hindi film |             |
| 2012 | Thuppakki                 | Jagadesh Dhanapal                                 | Vijay Award for Favourite Hero Vijay Award for Entertainer of the Year Vikatan Award for Best Actor Techofes Award for Best Actor Nominated—Vijay Award for Best Actor Nominated—Filmfare Award for Best Actor - Tamil Nominated—SIIMA Award for Best Actor Nominated—Edison Award for Best Actor Nominated—Chennai Times Film Award for Best Actor |             |
| 2013 | Thalaivaa                 | Vishwa Bhai                                       | Vijay Award for Favourite Hero Techofes Award for Favourite Actor |             |
| 2014 | Jilla                     | Sakthi                                            | |             |
|      | Kaththi                   | Kathiresan, Jeevanantham                          | Rol doble | [ 4 ] [ 5 ] |
| 2015 | Puli                      | Marudheeran, Pulivendhan                          | Rol doble |             |
| 2016 | Theri                     | Vijay Kumar (Joseph Kuruvilla)                    | | [ 6 ]       |
| 2017 | Bairavaa                  | Bairavaa                                          | | [ 7 ]       |
| 2017 | Mersal                    | Vetri, Maaran, Vetrimaaran                        | Rol triple | [ 8 ] [ 9 ] |
| 2018 | Sarkar                    | Sundar Ramaswamy                                  | | [ 10 ]      |
| 2019 | Bigil                     | Michael (Bigil), Rayappan                         | Rol doble | [ 11 ]      |
| 2021 | Master                    | John Durairaj (JD)                                | | [ 12 ]      |
| 2022 | Beast                     | Veeraraghavan                                     | | [ 13 ]      |
| 2023 | Varisu                    | Vijay Rajendran                                   | | [ 14 ]      |
| 2023 | Leo                       | Parthiban (Leo Das)                               | | [ 15 ]      |
| 2024 | The Greatest of All Time  | Gandhi, Jeevan                                    | Rol doble | [ 16 ]      |

### Como cantante de playback
| Año  | Canción                        | Película                 | Composición         | Co-Singer                   | Note                                                                               |
| ---- | ------------------------------ | ------------------------ | ------------------- | --------------------------- | ---------------------------------------------------------------------------------- |
| 1994 | Bombay City Sukkha Rotti       | Rasigan                  | Deva                |                             |                                                                                    |
| 1995 | Oru Kaditham                   | Deva                     | Deva                | S. P. Balasubrahmanyam      |                                                                                    |
| 1995 | Aiyaiyoo Alamelu               | Deva                     | Deva                |                             |                                                                                    |
| 1995 | Kottagiri Kuppamma             | Deva                     | Deva                | Swarnalatha, Manorama       |                                                                                    |
| 1995 | Thottabettaa Rottu Melae       | Vishnu                   | Deva                |                             |                                                                                    |
| 1996 | Bombay Party Shilpa Shetty     | Coimbatore Mappillai     | Vidyasagar          |                             |                                                                                    |
| 1996 | Thiruppathy Ponaa Mottai       | Maanbumigu Maanavan      | Deva                |                             |                                                                                    |
| 1996 | Chicken Karae                  | Selva                    | Sirpy               |                             |                                                                                    |
| 1997 | Anjaam Number Bussil Yeri      | Kaalamellam Kaathiruppen | Deva                |                             |                                                                                    |
| 1997 | Oormilaa Oormilaa              | Once More                | Deva                |                             |                                                                                    |
| 1997 | Akhila Akhila                  | Nerrukku Ner             | Deva                | Annupamaa                   |                                                                                    |
| 1997 | Oh Baby Baby                   | Kadhalukku Mariyadhai    | Ilayaraja           |                             |                                                                                    |
| 1998 | Tic-Tic-Tic                    | Thulli Thirintha Kaalam  | Jayanth             | Unnikrishnan, Sujatha Mohan | A Plethoric Carnatic Singing                                                       |
| 1998 | Mowriya Mowriya                | Priyamudan               | Deva                |                             |                                                                                    |
| 1998 | Kaalathuketha Oru Gana         | Velai                    | Yuvan Shankar Raja  | Nassar, Premji Amaren       |                                                                                    |
| 1998 | Nilave... Nilave               | Nilaave Vaa              | Vidyasagar          | Anuradha Sriram             |                                                                                    |
| 1998 | Chandira Mandalathai           | Nilaave Vaa              | Vidyasagar          | Harini, S. P. B. Charan     |                                                                                    |
| 1999 | Thammadikkira Styla Pathu      | Periyanna                | S. Bharani          |                             |                                                                                    |
| 1999 | Juddadi Laila                  | Periyanna                | S. Bharani          |                             |                                                                                    |
| 1999 | Roadula Oru                    | Periyanna                | S. Bharani          |                             |                                                                                    |
| 1999 | Thanganirathuku                | Nenjinile                | Deva                | Swarnalatha                 |                                                                                    |
| 2000 | Mississippi Nadhi Kulunga      | Priyamanavale            | S. A. Rajkumar      | Anuradha Sriram             |                                                                                    |
| 2001 | Ennoda Laila                   | Badri                    | Ramana Gogula       |                             |                                                                                    |
| 2002 | Ullathai Killadhae             | Thamizhan                | D. Imman            | Priyanka Chopra             |                                                                                    |
| 2002 | Coca Cola                      | Bagavathi                | Deva                | Vadivelu                    |                                                                                    |
| 2005 | Vaadi Vaadi                    | Sachein                  | Devi Sri Prasad     |                             |                                                                                    |
| 2012 | Google Google                  | Thuppakki                | Harris Jayaraj      | Andrea Jeremiah             | Vijay Award for Favourite Song Nominated—SIIMA Award for Best Male Playback Singer |
| 2013 | Vaanganna Vanakkanganna        | Thalaivaa                | G. V. Prakash Kumar |                             |                                                                                    |
| 2014 | Kandangi Kandangi              | Jilla                    | D. Imman            | Shreya Ghoshal              |                                                                                    |
| 2014 | Untitled romantic kuththu song | Kaththi                  | Anirudh             |                             |                                                                                    |